# Désiré Doué
Désiré Nonka-Maho Doué (n. 3 iunie 2005, Angers, Franța) este un fotbalist francez care evoluează pe postul de mijlocaș ofensiv sau extremă pentru Paris Saint-Germain și echipa națională a Franței. Este considerat unul dintre cei mai talentați jucători din fotbalul european.
Doué este internațional de tineret pentru Franța, jucând pentru echipa națională la categoriile sub 17 ani, sub 19 ani și sub 21 de ani, reprezentând totodată echipa olimpică în 2024.

## Cariera de club

### Stade Rennais
Doué a început să joace fotbal la academia de tineret a lui Rennes la vârsta de cinci ani, în 2011. Și-a început cariera de senior cu rezervele echipei în 2021 și a început să se antreneze cu echipa de seniori în februarie 2021. Pe 14 aprilie 2022, a semnat primul său contract profesionist până în 2024.
Pe 7 august 2022, Doué și-a făcut debutul profesional pentru Rennes de pe banca de rezerve într-o înfrângere cu 1-0 în Ligue 1, acasă, împotriva lui Lorient. Pe 31 august, a marcat primul său gol ca profesionist într-o victorie cu 3-1 pe teren propriu împotriva lui Brest, devenind primul jucător născut în 2005 care a marcat în oricare dintre cele cinci ligi europene majore. Pe 6 octombrie, Doué a marcat golul victoriei pentru Rennes în minutul 89, într-o victorie pe teren propriu cu 2-1 în UEFA Europa League împotriva lui Dinamo Kiev, primul său gol european. Golul l-a transformat în cel mai tânăr marcator francez din istorie în competițiile europene de cluburi, la vârsta de 17 ani, patru luni și patru zile. Pe 9 octombrie, Doué a marcat împotriva lui Nantes, ajutând echipa sa cu o victorie cu 3-0 la mai puțin de 60 de secunde după ce a intrat de pe bancă în minutul 83. Pe 2 noiembrie, Doué și-a prelungit contractul cu Rennes pentru încă un an, până în 2025.
Pe 9 aprilie 2023, Doué a fost înlocuit în ultimele minute ale înfrângerii cu 3-1 împotriva lui Lyon, după ce fusese introdus de pe bancă cu 18 minute mai devreme. Antrenorul lui Rennes, Bruno Génésio, l-a criticat pe mijlocaș în comentariile sale de după meci, dar l-a și încurajat: „Nu înseamnă că nu am încredere în el și că nu va reuși să facă o carieră grozavă, dar unele lucruri trebuie înțelese mai repede”. Doué a terminat sezonul 2022–23 în Ligue 1 cu 29 de apariții, dintre care 11 ca titular.
Pe 1 octombrie 2023, Doué a marcat primul său gol în sezonul 2023-24 din Ligue 1, într-o victorie cu 3-1 împotriva lui Nantes. Pe 26 ianuarie 2024, împotriva lui Lyon, a oferit o pasă decisivă pentru primul gol înscris de Rennes, marcat de Martin Terrier, și a marcat al doilea într-o victorie cu 3-2, jucând pe postul de extremă stânga.

### Paris Saint-Germain
Pe 17 august 2024, Doué s-a alăturat lui Paris Saint-Germain din Ligue 1, într-un transfer în valoare de 50 de milioane de euro. A semnat un contract valabil până pe 30 iunie 2029. Procedând astfel, a respins o ofertă din partea clubului german Bayern München.
Pe 23 august, Doué a debutat pentru campioana Franței ca rezervă într-o victorie cu 6-0 împotriva lui Montpellier, purtând tricoul cu numărul 14. În interviul de după meci, Doué a declarat că nu regretă decizia de a semna cu PSG în loc de Bayern. În următorul meci, pe 1 septembrie, a oferit prima sa pasă decisivă pentru PSG, o centrare pentru o lovitură de cap a lui Randal Kolo Muani, ajutând echipa sa să obțină o victorie cu 3-1 asupra lui Lille.
Pe 18 septembrie, a debutat în Liga Campionilor UEFA pe Parc des Princes împotriva echipei spaniole Girona. Pe 10 decembrie, a marcat primul său gol în Liga Campionilor într-o victorie în deplasare cu 3-0 împotriva lui RB Salzburg. Pe 15 decembrie, a primit primul său premiu de jucător al meciului în Ligue 1 purtând tricoul lui PSG pentru prestația sa în victoria cu 3-1 pe teren propriu împotriva lui Lyon, unde a oferit o pasă decisivă la golul de deschidere al lui Ousmane Dembélé și a obținut un penalty în repriza secundă, transformat de Vitinha. Pe 19 februarie 2025, Doué a intrat de pe bancă într-un meci de baraj al Ligii Campionilor împotriva lui Stade Brestois din Ligue 1. A marcat un gol și a oferit o pasă decisivă într-o victorie cu 7-0 pentru PSG.
Prezența sa în lotul lui PSG a continuat să crească, cu performanțe impresionante, inclusiv un meci împotriva lui Lille pe 1 martie, unde a marcat un gol și a oferit o pasă decisivă. Pe 11 martie, în manșa secundă a optimilor de finală ale Ligii Campionilor împotriva lui Liverpool, Doué a intrat în locul lui Bradley Barcola și a marcat lovitura de departajare decisivă pe stadionul Anfield, care le-a adus victoria în manșa secundă, după ce au fost învinși în meciul tur cu scorul de 0-1. Pe 5 aprilie, a marcat singurul gol într-o victorie cu 1-0 împotriva lui Angers, asigurând clubului său al 13-lea titlu de Ligue 1. Pe 9 aprilie, Doué a marcat egalarea în prima manșă a sferturilor de finală ale Ligii Campionilor împotriva lui Aston Villa, din afara careului, iar PSG a câștigat meciul cu 3-1.

## Carieră internațională
Doué este internațional de tineret pentru Franța, reprezentând echipele Franței sub-17 și sub-19 ani. A jucat pentru naționala sub-17 ani în campania lor câștigătoare la Campionatul European sub 17 ani din 2022 și pentru echipa sub 19 în preliminariile Campionatului European sub 19 ani din 2024. Doué a debutat pentru echipa Franței sub 21 de ani pe 13 octombrie 2023, în meciul de calificare la Campionatul European sub 21 de ani împotriva Bosniei și Herțegovinei, unde a primit două cartonașe galbene și a fost eliminat înainte de final.
Pe 22 martie 2024, Doué a debutat pentru echipa olimpică de fotbal a Franței într-un meci amical împotriva Coastei de Fildeș, marcând două goluri într-o victorie cu 3-2. A jucat în cinci meciuri la Jocurile Olimpice din 2024, inclusiv o apariție de pe bancă în finala împotriva Spaniei, pe care Franța a pierdut-o cu 5-3, fiind nevoită să se mulțumească cu locul doi în turneul găzduit de aceasta.
Pe 13 martie 2025, Doué a primit prima sa convocare la echipa națională a Franței și a debutat în sferturile de finală ale Ligii Națiunilor 2024-25 împotriva Croației.
Doué s-a născut în Angers, Maine-et-Loire, Franța, dintr-un tată ivorian și o mamă franceză. Deține cetățenia franceză și ivoriană. Fratele său Guéla Doué și verii săi Yann Gboho și Marc-Olivier Doué sunt, de asemenea, fotbaliști profesioniști.
Doué a recunoscut că Neymar și Lionel Messi, sunt idolii săi fotbaliști.

## Titluri
Paris Saint-Germain
- Ligue 1: 2024–25[44]
- Trophée des Champions: 2024[45]
- Liga Campionilor UEFA: 2024–25[46]

Franța U17
- Campionatul European de Fotbal Sub-17: 2022

Franța U23
- Medalie de argint la Jocurile Olimpice de vară: 2024[47]

Individual
- Jucătorul lunii UNFP din Ligue 1: martie 2025[48]